# آنلین وان واو
آنلین وان واو (انگلیسی: Annelien Van Wauwe؛ زادهٔ ۱۹۸۷ (۳۷–۳۸ سال)) نوازندهٔ سولیست کلارینت اهل کشور بلژیک است. آنلین نوازندگی حرفه‌ای را از استادانی شناخته‌شده و جهانی فرا گرفت. وی برندهٔ مسابقاتی در سطح جهانی است و به همراه ارکسترهای برجسته، در جشنواره‌های مختلف شرکت داشته‌است. او همچنین با گروه خاص خود به برپایی و اجرای موسیقی‌های مجلسی نیز مبادرت می‌ورزد. چندین اثر ویژه توسط برخی از مصنفین امروزی نیز به‌طور اختصاصی برای اجرا توسط وی تصنیف گردیده‌است. آنلین در عین‌حال، مدرس و استاد کلارینت مدرن و متاخر در هنرستان کنسرواتور آنتورپ است. او در برلین زندگی می‌کند.

## نگارخانه

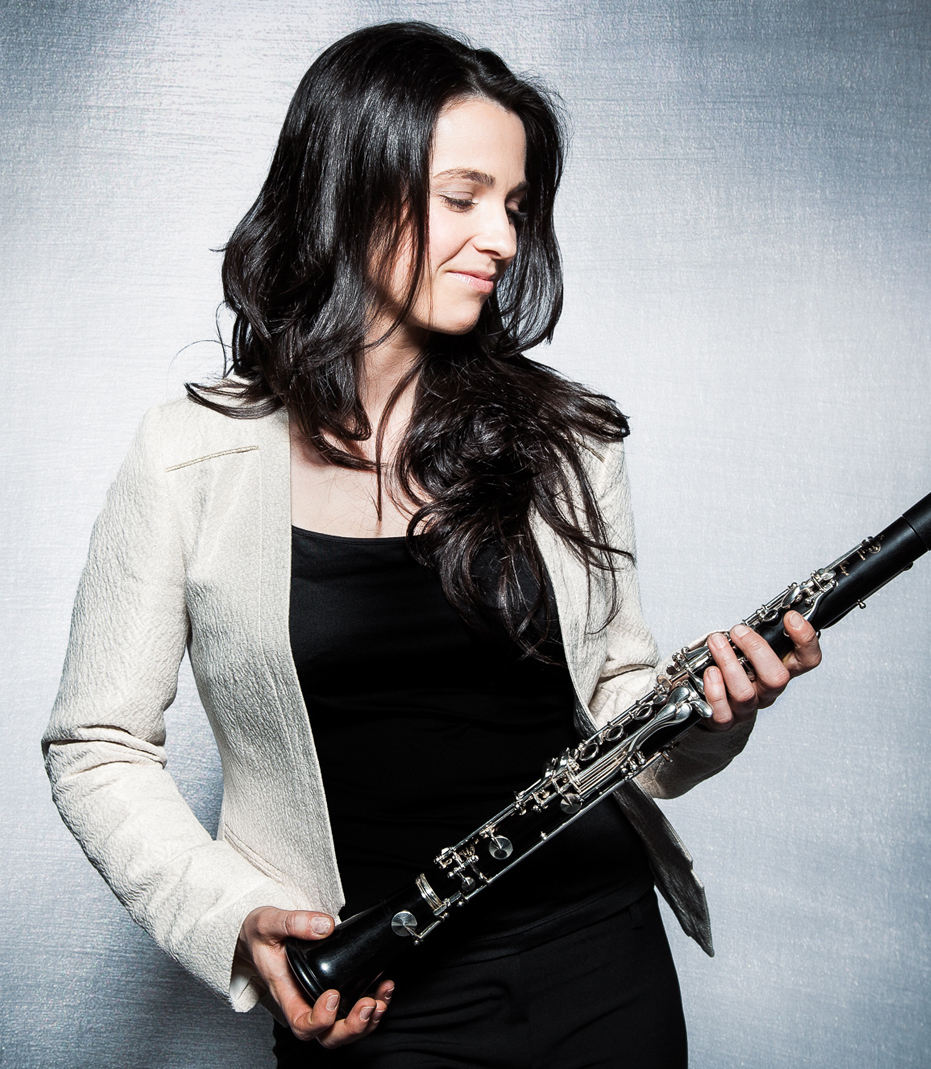
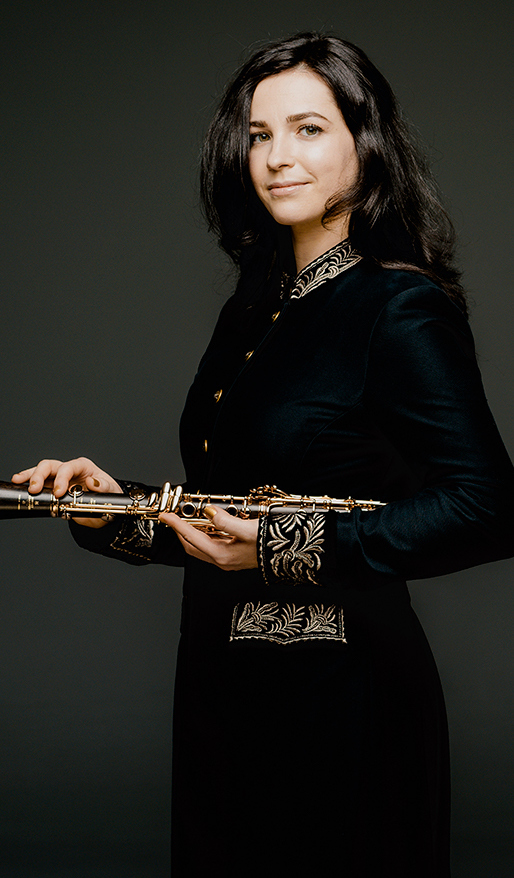